# Грашак
Грашак (лат. Pisum sativum) је једногодишња биљка из породице махунарки, а као повртларска култура припада зрнастим махунаркама. Грашак је најчешће ситно сферично семе или махуна плода Pisum sativum. Свака махуна садржи неколико зрна грашка, која могу бити зелена или жута. Ботанички, махуне грашка су воће, јер садрже семе и развијају се из јајника цвета (грашка). Назив се такође користи за описивање других јестивих семена из фамилије Fabaceae, као што су голубљи грашак (Cajanus cajan), крављи грашак (Vigna unguiculata) и семе неколико врста Lathyrus.
Грашак је једногодишња биљка, са животним циклусом од једне године. Он су усев у хладној сезони који се узгаја у многим деловима света; садња се може одвијати од зиме до раног лета у зависности од локације. Просечан грашак тежи између 0,1 и 0,36 грама. Незрели грашак (а код снежног грашка и расцепни грашак) се користи као поврће, свеже, смрзнуто или конзервисано; варијетети врста које се обично називају пољски грашак узгајају се да би се произвео суви грашак као што је грашак ољуштен из зреле махуне. Те форме грашка су основа каше од грашка и чорбе од грашка, основних намирница средњевековне кухиње; у Европи, конзумирање свежег незрелог зеленог грашка била је иновација ране модерне кухиње.

## Опис биљке
Грашак је најчешће зелено, повремено златножуто, или ретко љубичасто поврће у облику махуне, које се широко узгаја као поврће у хладној сезони. Семе се може садити чим температура земљишта достигне 10 °C (50 °F), при чему биљке најбоље расту на температурама од 13—18 °C (55—64 °F). Грашак не успева на летњим врућинама топлије умерене и низијске тропске климе, али добро расте у хладнијим тропским пределима на великим надморским висинама. Многе сорте достижу зрелост за око 60 дана након садње.
Грашак има нискорастуће сорте и сорте попут винове лозе. Лозасте сорте развијају танке витице из листова које се омотавају око било које расположиве потпоре и могу се попети до висине од 1 до 2 m. Традиционални приступ подржавању грашка пењача је да се притке орезане са дрвећа или других дрвенастих биљака усправно гурају у тло, обезбеђујући решетку да се грашак пење. Гране које се користе на овај начин називају се притке за грашак или понекад грашчана решетка. У исту сврху користе се металне ограде, канап или мрежа подупрта рамом. У густим засадима, грашак један другом даје одређену меру међусобне подршке. Биљке грашка могу да се самоопрашују.
Стабло је зељасто, једногодишње, може и да се грана, али и да буде негранато. Стабло је такође и голо и угласто. С обзиром да нема довољно механичких елемената, полегло је или се повија. 
Листови су перасто сложени, са 1-3 пара листића, а на врху се завршавају рашљиком.
Цветови су скупљени у гроздасте цвасти, двополни су и зигоморфни. Лептирастог су изгледа са звонастом чашицом која има јајасто ланцетасте зупце где су горњи краћи од доњих. Круницу чине заставица, крилце и чунић. Заставица је црвенкаста, љубичаста или бела са тамним нервима, широка је и обрнуто срцаста. Крила су тамноцрвена или бела, а чунић розе боје или је бледозелен. Од десет прашника, девет их је срасло, а један је слободан. Плодник је скоро седећи и садржи више семених заметака. 
Плод је махуна, углавном права и на крајевима зашиљена, 4-11 cm дугачка.

## Историја гајења
Човек за храну није користио дивљи самоникли грашак, иако се најстарија налазишта грашка јављају у неолиту. Грашак је пронађен у старогрчким гробовима 6.000 година пре Христа, а у јужној Русији у 5.000 година старим археолошким слојевима. У Европу је грашак стигао почетком средњег века са Истока у време великих сеоба народа. Европљани су у 17. веку радо припремали своја јела од грашка.

## Гајење
Грашак се данас узгаја у целом свету, а највише у Русији, Кини, Индији и САД, што упућује да грашак добро успева у крајевима с прохладном и влажном климом. То је биљка која је јако економична будући да даје релативно високе приносе, а плодови се могу једноставно конзервирати и тако користи током целе године.

## Енергетска вредност
С обзиром да спада у махунарке, грашак је поврће са богатом хранљивом вредношћу. У 100 грама садржи 81 кцал/339 кЈ. Богат је извор угљених хидрата (14,46%) и влакана облика галактана, глукорозне киселине, фруктозе и других једињења. Висок садржај протеина (5,42%) има захваљујући чворићима у корену у којима се налазе бактерије азотофиксатори (Bacterium radicicola) које вежу азот из ваздуха и претварају га у вредне аминокиселине, а тако и у протеине. Уз протеине и угљене хидрате, треба поменути и масти и лецитин, који су прилично важни за нервни систем. 
За време клијања грашка стварају се витамини Ц и E. Плод је одличан извор витамина Ц (50% препорученог дневног уноса), али га у осушеним плодовима има само у траговима. Витамин Е се садржи у малој количини, али је постојан током кувања. Витамина А има у траговима. Грашак је и одличан извор тиамина (витамин Б1) у сувим плодовима, а добар извор рибофлавина (витамин Б2), и ниацина који има улогу у метаболизму угљених хидрата, протеина и масти.

## Модерна кулинарска употреба
У модерно доба грашак се обично кува или пари, што разбија ћелијске зидове и чини укус слађим, а хранљиве материје биодоступнијим. Заједно са пасуљем и сочивом, грашак је чинио важан део исхране већине људи на Блиском истоку, у северној Африци и Европи током средњег века. До 17. и 18. века постало је популарно да се грашак једе „зелен“, односно док је незрео и одмах након што се убере. У то време Енглези су развили нове сорте грашка, које су постале познате као „вртни“ или „енглески“ грашак. Популарност зеленог грашка проширила се на Северну Америку. Томас Џеферсон је на свом имању узгајао више од 30 сорти грашка.
Свеж грашак се често једе куван и зачињен путером и/или ментом као прилог поврћу. Со и бибер се такође обично додају грашку када се служи. Свеж грашак се такође користи у питама, салатама и мусаки. Махуне грашка (снежни грашак и пуцајући грашак) се користе у прженим јелима, посебно у америчкој кинеској кухињи. Махуне грашка се не одржавају добро када се уберу, а ако се не користе брзо, најбоље се чувају сушењем, конзервирањем или замрзавањем у року од неколико сати након бербе.
У Индији се свеж грашак користи у разним јелима као што су алу матар (кари кромпир са грашком) или матар панир (панир сир са грашком), мада се може заменити и смрзнутим грашком. Грашак се такође једе сиров, јер је сладак када је свеж са жбуна. Зелени грашак познат као хасиру батани у Канади се користи за прављење карија и гасија.
Супа од грашка се једе у многим другим деловима света, укључујући Северну Европу, делове Средње Европе, Русију, Иран, Ирак и Индију.
У Мађарској и Србији се супа од грашка често служи са кнедлама и зачињена љутом паприком.
У Уједињеном Краљевству, сушени, рехидрирани и згњечени масносржни грашак, или кувани зелени грашак, познат као кашасти грашак, популаран је, првобитно на северу Енглеске, али сада свеприсутно, а посебно као прилог уз рибу и помфрит или пите од меса, посебно у продавницама рибе и помфрита. Понекад се додаје натријум бикарбонат да омекша грашак. Године 2005, анкета na 2.000 људи открила је да је грашак седмо омиљено британско кулинарско поврће.
Прерађени грашак је зрео грашак који је осушен, натопљен и затим термички третиран (обрађен) да би се спречило кварење – на исти начин као и пастеризација. Кувани грашак се понекад продаје осушен и премазан васабијем, сољу или другим зачинима.
У Северној Америци млеко од грашка се производи и продаје као алтернатива крављем млеку из разних разлога.